# ملعب س. داريوس و س. غيريناس
ملعب س. داريوس وس. غيريناس هو ملعب متعدد الاستخدام يقع في مدينة كاوناس الليتوانية . غالبا ما يتم استخدامه لمباريات كرة القدم , يسع الملعب لجلوس 9,180 متفرج، يعتبر الملعب الرسمي الذي يخوض فيه منتخب ليتوانيا مبارياته الدولية، تم افتتاح الملعب في سنة 1925 .